# Barleria ukamensis
Barleria ukamensis är en akantusväxtart som beskrevs av Gustav Lindau. Barleria ukamensis ingår i släktet Barleria och familjen akantusväxter. Inga underarter finns listade i Catalogue of Life.